# Атлантик-Сити (бизнес-центр)
«Атла́нтик-Си́ти» — комплекс строений, расположенный на северо-западе Санкт-Петербурга, по адресу: улица Савушкина, 126. Состоит из 27-этажного 105-метрового небоскрёба, в котором находится бизнес-центр, и отдельного трёхэтажного здания рядом, в котором размещены торгово-развлекательный комплекс, фитнес-центр и кинотеатр.
Бизнес центр Атлантик-Сити — шестое по высоте здание в Санкт-Петербурге.

## Галерея

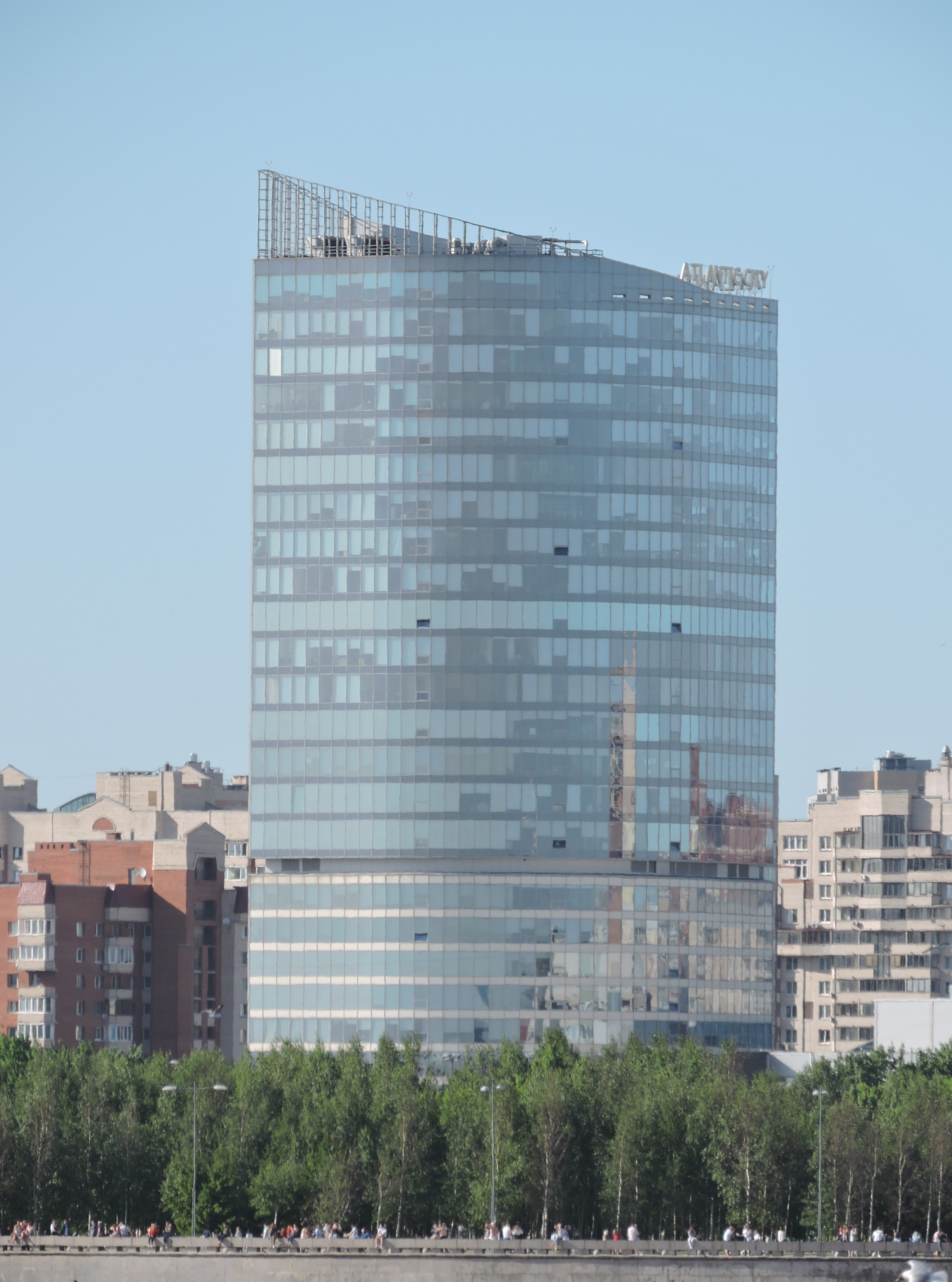
вид с Крестовского острова
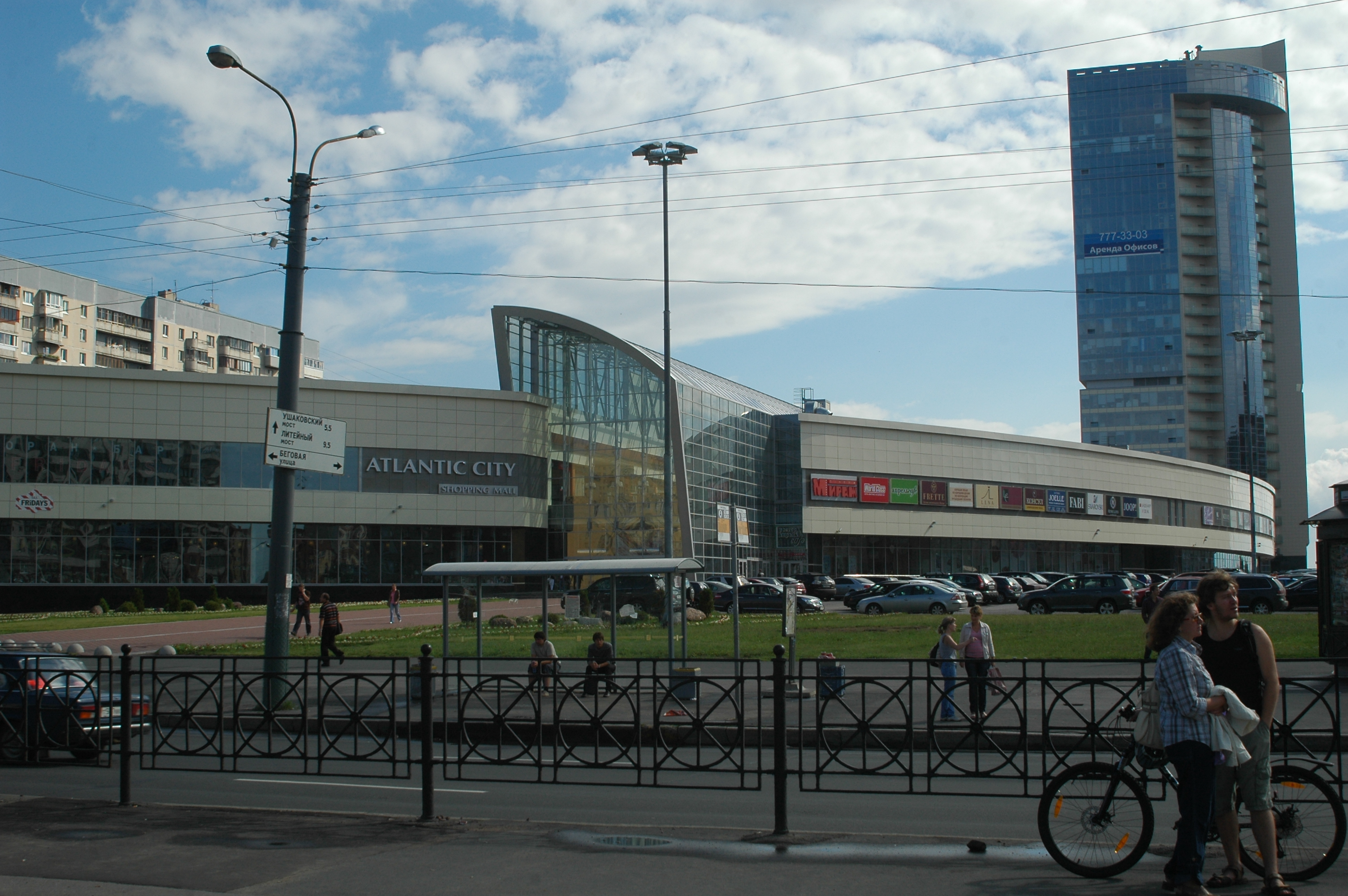
вид с улицы Савушкина
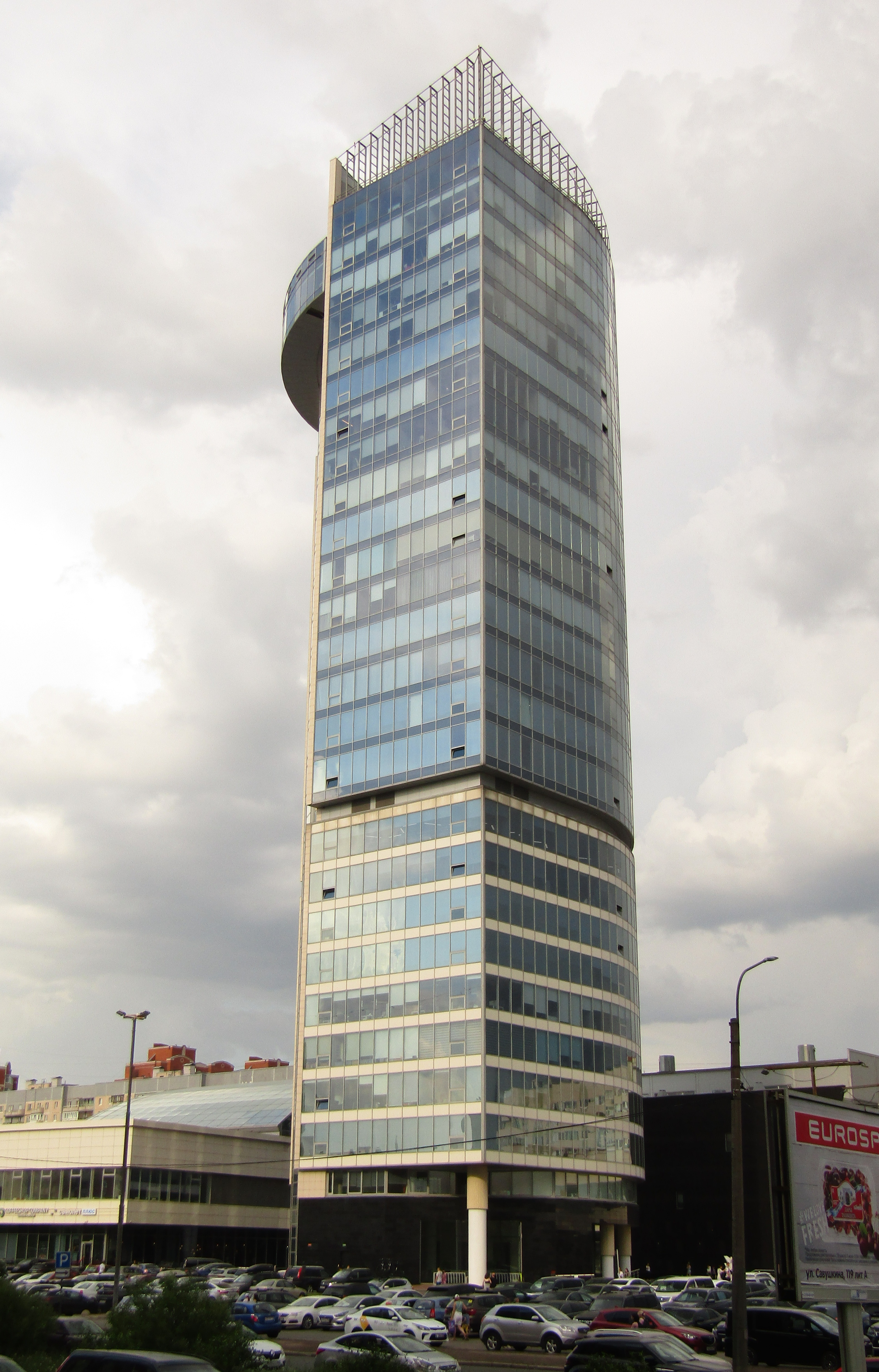
вид с Приморского проспекта